# No Line on the Horizon
No Line On The Horizon је дванаести студијски албум ирске рок групе U2. Овај албум је наследник албума из 2004. године How To Dismantle An Atomic Bomb. 15. јануара 2009. је издат први сингл са овог албума, Get On Your Boots.

## Списак песама
1. -{No Line On The Horizon (4:12)
2. Magnificent (5:24)
3. Moment Of Surrender (7:24)
4. Unknown Caller (6:03)
5. I'll Go Crazy If I Don't Go Crazy Tonight (4:14)
6. Get On Your Boots (3:25)
7. Stand Up Comedy (3:50)
8. Fez (Being Born)(5:17)
9. White As Snow (4:41)
10. Breathe (5:00)
11. Cedars Of Lebanon (4:13)}-